# Neonauclea pallida
Neonauclea pallida är en måreväxtart som först beskrevs av Caspar Georg Carl Reinwardt och George Darby Haviland, och fick sitt nu gällande namn av Reinier Cornelis Bakhuizen van den Brink. Neonauclea pallida ingår i släktet Neonauclea och familjen måreväxter.

## Underarter
Arten delas in i följande underarter:
- N. p. malaccensis
- N. p. pallida